# HD 170469 b
HD 170469 b是一顆位於蛇夫座的太陽系外行星，屬於類木行星，母恆星是HD 170469。該行星發現於2007年4月11日，母恆星質量是太陽的1.1倍，行星質量至少是木星的67%，兩者距離大約是太陽和木星距離的一半。因為目前仍不知道該行星的軌道傾角，只能得知其質量下限。
該行星與母恆星的距離超過2天文單位，軌道週期超過3年。因此該行星在軌道上的速度是19.8 km/s，低於地球的29.8 km/s。

## 外部連結
- . Exoplanets.   [2013-04-20]. （原始内容存档于2012-02-19）.